# HD 187123 b
HD 187123 b est une exoplanète de type Jupiter chaud située à 153 années-lumière dans la constellation du Cygne, en orbite autour de l'étoile HD 187123. La planète a été découverte par la méthode des vitesses radiales en 1998, elle est un membre d'un système hiérarchique à deux planètes. Elle est la première exoplanète détectée par le télescope  Keck-II, seul.
| Planète     | Masse (MJ)      | Demi-grand axe (UA) | Période orbitale (d)  | Excentricité    |
| ----------- | --------------- | ------------------- | --------------------- | --------------- |
| HD 187123 b | ≥ 0,523 ± 0,043 | 0,0426 ± 0,0025     | 3,0965828 ± 0,0000078 | 0,0103 ± 0,0059 |
| HD 187123 c | ≥ 1,99 ± 0,25   | 4,89 ± 0,53         | 3 810 ± 420           | 0,252 ± 0,033   |